# Protonová pumpa

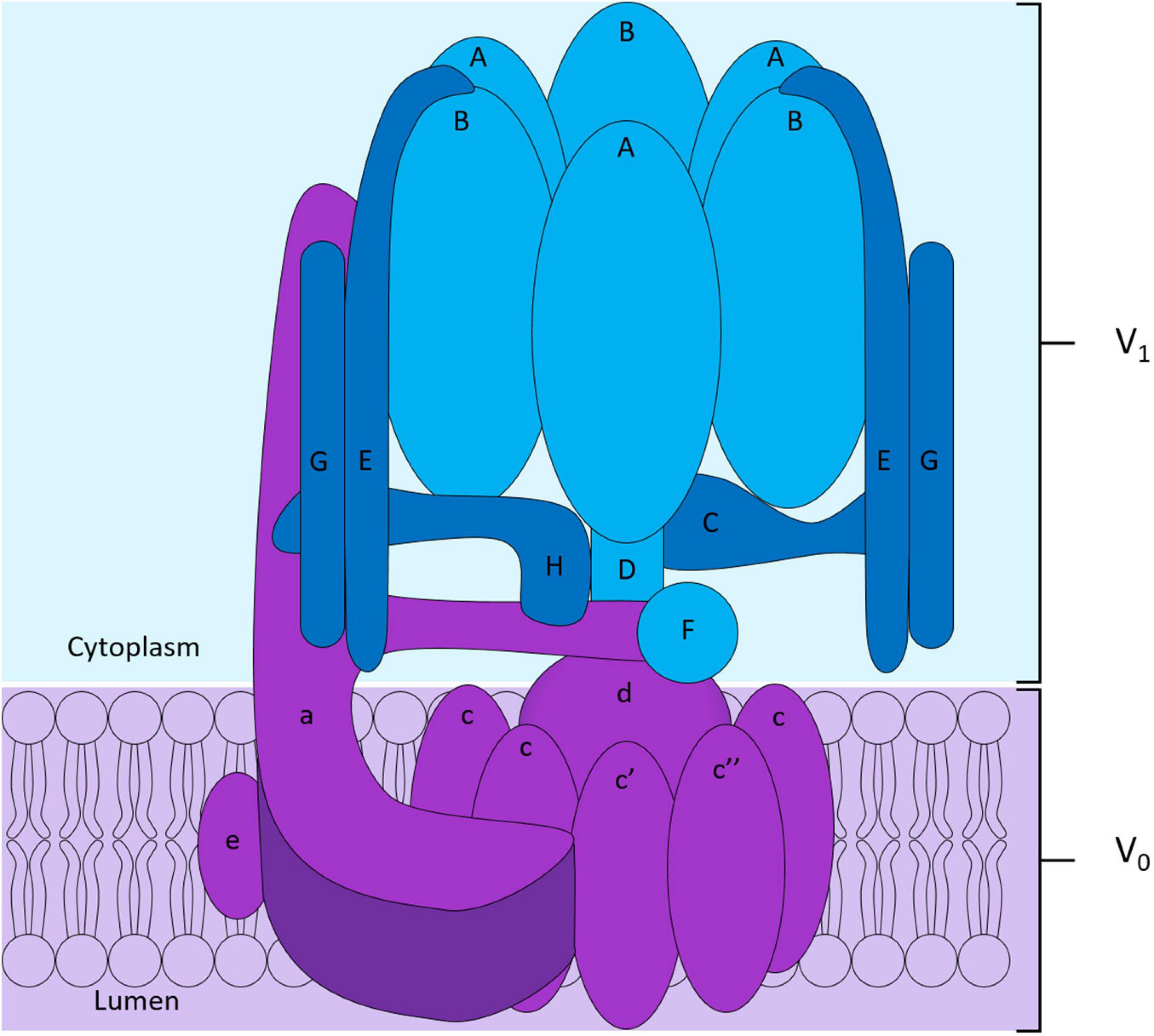
Struktura V-ATPázové protonové pumpy složené ze dvou domén: V1 (modře) a V0 (fialově)

Protonová pumpa je integrální transmembránový protein, který zabezpečuje aktivní transport vodíkového iontu (protonu, H+) přes buněčnou membránu. V buňce jsou protonové pumpy spojené s udržováním elektrochemického potenciálu na membránách, zajišťují správnou funkci lysosomů a vakuol a účastní se sekrece látek.
Protonové pumpy ke své činnosti potřebují energii, kterou typicky získávají hydrolýzou adenosintrifosfátu, jsou to tedy ATPázové pumpy. Respirační komplexy dýchacího řetězce, podobně jako enzymy dějů probíhajících v primární fázi fotosyntézy, pumpují protony během postupu redukčních ekvivalentů ve směru zvyšujícího se redox-potenciálu.

## H+ATPáza
H+ ATPáza je protonová pumpa, která aktivně translokuje pouze protony (uniport).
Lysosomální H+ ATPáza (tzv. V-ATPáza) je protein membrány lysosomů, ve kterých jsou rozkládány nepotřebné enzymy a buněčné organely. Uvnitř lysosomu je udržováno stabilní pH 4,8 (tedy kyselejší než cytoplasma) - tohoto je dosaženo pomocí protonové pumpy, která transportuje protony dovnitř lysosomu (pH je vlastnost koncentrace protonů)
Dalším příkladem H+ ATPázy je protonová pumpa na apikální membráně buněk sběracích kanálků ledvin, která je zodpovědná za sekreci vodíkových iontů do lumen kanálků, okyseluje moč a pomáhá udržet acidobazickou rovnováhu organismu.

## Fo-F1ATPáza
Fo-F1 ATPáza, neboli ATP synthasa, je specifická pro vnitřní membránu mitochondrií. Na rozdíl od ostatních protonových pump propouští protony pasivně po směru jejich gradientu, není to tedy pumpa v pravém slova smyslu. Energii procházejících protonů využívá k syntéze ATP.
ATPázu podobné funkce nalezneme i na membráně thylakoidu chloroplastů (CF0-CF1-ATPasa) a na cytoplasmatické membráně respirujících prokaryot.

## H+/K+ATPáza
Tato pumpa transportuje proton výměnou za draselný ion (antiport). Důležitou funkci má tato pumpa v apikální membráně krycích buněk fundálních žláz žaludeční sliznice, které vylučují HCl. Buňky při sekreci vylučují velké množství vodíkových iontů proti velkému koncentračnímu gradientu, proces je tedy velmi energeticky náročný.
Léky používané k léčbě žaludečních vředů jsou inhibitory této protonové pumpy, tlumí tedy sekreci kyseliny. Podobná H+/K+ ATPáza se nachází i na basolaterální straně buněk exokrinní části slinivky, kde jsou vodíkové ionty vypuzovány z buněk do vmezeřeného vaziva mezi aciny.

## H+/ Na+ATPáza
Působí podobně jako předchozí, transportuje vodíkové ionty výměnou za ion sodný.
H+ / Na+ ATPáza ledvinných tubulů směňuje sodík v tubulární tekutině za protony, které jsou vylučovány. Podobná pumpa umožňuje rostlinám shromažďovat sodík ve vakuolách a růst tak i na slané půdě.